# Mariano Barbosa
Mariano Damián Barbosa (Lanús, 27 luglio 1984) è un allenatore di calcio ed ex calciatore argentino, di ruolo portiere.

## Carriera

### Nazionale
Barbosa è stato il portiere di riserva della nazionale argentina Under-20 che ha raggiunto le semifinali del Mondiale Under-20 2003 ed è stata sconfitta dal Brasile, poi vincitore del torneo. Ha sostituito il portiere titolare espulso Gustavo Eberto ai sedicesimi di finale contro l'Egitto, nell'incontro vinto 2-1.

## Palmarès

### Club

#### Competizioni internazionali
- UEFA Europa League: 1

Siviglia: 2014-2015